# مانوئل اوخدا
مانوئل اوخدا (اسپانیایی: Manuel Ojeda‎؛ زادهٔ ۴ نوامبر ۱۹۴۰) یک هنرپیشه اهل مکزیک است. وی از سال ۱۹۷۵ میلادی تاکنون مشغول فعالیت بوده‌است.
از فیلم‌ها یا برنامه‌های تلویزیونی که وی در آن نقش داشته است، می‌توان به عشق‌بازی با سنگ، آنچه بالا می‌رود و پگاه نو اشاره کرد.